# Behringer
Behringer – niemiecka firma produkująca sprzęt muzyczny, działająca od 1989 roku. W 2007 roku wyróżniona jako jeden z 14 największych producentów na świecie.
Uli Behringer w wieku 16 lat interesując się muzyką i technologią skonstruował syntezator (UB-1). Podczas studiów rozpoczął prace nad własnymi produktami. Początkowo produkował procesory audio, systemy redukcji szumów, kompresory, a wkrótce linia produkcyjna produkowała wzmacniacze gitarowe, wzmacniacze i głośniki PA, mikrofony, cyfrowe pianina, gitary oraz sprzęt oświetleniowy. 

## Produkty
- miksery
- głośniki
- kolumny głośnikowe
- efekty gitarowe i basowe
- wzmacniacze gitarowe i basowe
- końcówki mocy
- mikrofony
- słuchawki
- oświetlenie estradowe
- instrumenty muzyczne

### Miksery cyfrowe
Behringer na targach muzycznych NAMM 2011 zaprezentował nowy mikser cyfrowy - Behringer X32 Digital Console. Choć X32 nie wygląda okazale, szczególnie przy wielkich stołach Yamahy, jednak ma ogromne możliwości. Posiada 32 kanały, 16 grup, 6 szyn Aux (6 wyjść Aux i 6 wejść Aux), na każdy kanał przypada oddzielne złącze insert, a kontrolować to można za pomocą 7" ekranu typu TFT. X32 posiada także złącze USB, oraz Ethernet.